# Pehr Sahlström
Pehr Sahlström, född 4 augusti 1785 i Borås församling, Älvsborgs län, död 3 november 1866 i Vårdinge församling, Stockholms län, var en svensk lantbrukare och riksdagsman i bondeståndet.
Pehr Sahlström representerade bondeståndet i Sotholms, Öknebo och Svartlösa härader vid ståndsriksdagarna 1840–1858.